# Les Nuits de San Francisco
 (mai 2025).
Si vous disposez d'ouvrages ou d'articles de référence ou si vous connaissez des sites web de qualité traitant du thème abordé ici, merci de compléter l'article en donnant les références utiles à sa vérifiabilité et en les liant à la section « Notes et références ».
Les Nuits de San Francisco est un roman court noir de Caryl Férey publié en 2014 aux éditions Arthaud.

## Résumé
Sam est un Sioux Lakota de la tribu des Oglalas qui a décidé de quitter Wounded Knee dans le Dakota du Sud, là où nombre de ces ancêtres ont été massacrés. À vingt et un ans, alcoolique comme quasiment tous les Lakotas qui l'entourent, il abandonne sa famille et la fille qu'il a mis enceinte, ne pouvant plus supporter la vie sans espoir au milieu des siens. Mais que ce soit à Flagstaff, Las Vegas puis San Francisco, Sam survit mais ses conditions de vie n'ont pas changé : précarité, alcool et désespoir.
Jane à dix-sept ans quand elle quitte sa ville natale de Fresno en Californie juste après avoir été violée par son petit ami. Elle débarque à San Francisco avec deux cents dollars en poche mais elle gagne assez rapidement sa vie comme mannequin de mode. Sachant que son physique ne serait pas éternel, elle n'hésite pas à prendre toutes les drogues qui peuvent lui donner l'énergie pour gagner le plus d'argent possible. Elle n'a aucune relation physique pendant deux ans puis elle fait la rencontre d'un chanteur guitariste nommé Jefferson dont elle tombe amoureuse. Le bonheur semble enfin s'offrir à Jane et le couple décide bientôt d'avoir un enfant et Jane décide d'arrêter la drogue. Mais peu après avoir fêté le premier anniversaire de son fils Duane, Jane a un accident de voiture dans lequel Duane perd la vie et qui lui vaut une amputation d'une jambe au-dessous du genou. Son couple ne résiste pas à ce coup du sort et JAne retombe dans la drogue.
Un jour, dans le parc du Golden Gate, Sam et Jane se rencontrent...

## Éditions
- Les Nuits de San Francisco, Arthaud, 7 mai 2014, 128 p.  (ISBN 978-2-08-132475-6)
- Les Nuits de San Francisco, Gallimard, coll. « Folio policier » no 842, 18 octobre 2017, 112 p.  (ISBN 978-2-07-045297-2)